# Maxime Ameline
Pour les articles homonymes, voir Ameline.
Maxime Ameline (en langue russe : Макси́м Альбе́ртович Аме́лин), né le 7 janvier 1970 à Koursk, est un poète russe, traducteur, critique littéraire et éditeur.

## Biographie
Maxime Ameline termine des études commerciales dans un collège de Koursk en 1988, avant de faire son service militaire.
De 1991 à 1994 il étudie à Moscou à l'Institut de littérature Maxime-Gorki, et participe aux séminaires d'Olesia Nikolaeva (ru). À partir de 1995, il travaille comme directeur commercial de la maison d'édition Symposium, et depuis 2008 il est rédacteur en chef de la maison d'édition OGI. Il vit à Moscou.
Il publie dans la revue littéraire Novy Mir, les revues Znamia, Arion et d'autres encore. Il est l'auteur de recueils de poésie : Dubia (1999), Odes froides (1996), Le Cheval de Gorgone (2003). Il traduit de nombreux textes latins et grecs de l'antiquité.
C'est un des auteurs le plus connus de la génération poétique de la « post-perestroika ». 
Son genre créatif est défini par Tatiana Bek comme un « archaïste-novateur». La poésie russe du XVIIIe siècle de même que les poètes de l'antiquité classique ont joué une grande influence sur son œuvre,. Il a traduit des œuvres de Catulle, Pindare, Homère et d'autres classiques antiques. Outre la littérature et la traduction il est également actif dans le domaine de l'édition.

## Œuvres
- Odes froides/ Холодные оды — Moscou: Symposium, 1996.
- Dubia — St-Petersb.: Ина-Пресс, 1999. — 99 c.
- Le cheval de Gorgone /Конь Горгоны — Moscou: Время, 2003. — 124 c.
- Neuf mesures, anthologie de la poésie russe contemporaine /Девять измерений. Антология новейшей русской поэзии. Сост. Б. Кенжеев, М. Амелин, П. Барскова, С. Тимофеев, Д. Воденников, Д. Давыдов, Д. Кузьмин, К. Маренникова, М. Маурицио, И. Кукулин. — Moscou: Nouvelle revue littéraire/ Новое литературное обозрение, 2004. — 408 с.

## Citations
- Personnellement, j'ai décidé depuis longtemps qu'il n'était pas nécessaire d'écrire beaucoup de vers. Il faut qu'il y en ait autant qu'il ne faille plus en écrire. (2013)[1]
- Aujourd'hui beaucoup croient que notre littérature est vieille. Comme si tout avait été dit et qu'il n'y avait plus rien à ajouter. Il me semble qu'il n'en est pas ainsi et qu'il existe encore des possibilités pour une centaine de grands poètes. Enfin, peut-être pas pour une centaine mais pour quelques dizaines. (2013)[1]

## Poésie
| « STRASBOURG - Ville des rues, ville des visages aux yeux de l'inventeur de fables - aux miens -, tu parais translucide et bizarre, comme une écrevisse sous sa carapace aux yeux d'un poisson écailleux, comme un luthérien pour un orthodoxe - Le long de l'escalier en colimaçon avec tout mon cortège sur la ruche ajourée de ta cathédrale, je suis monté afin d'explorer les hauteurs qui précèdent le ciel entre les anges et les gargouilles ... | » |

. 
Traduction du russe,:
...

## Traductions en russe
- Catulle. Édition lyrique /Избранная лирика. / traduit par M Ameline/(ru) Пер. М. Амелина. (Серия «Античная библиотека». Раздел «Античная литература»). — СПб.: Алетейя, 1997. XVI+304 с.
- Catulle. Poèmes. / Trad d'Ameline.(ru) (Серия «Билингва») — М.: Текст (издательство)|Текст, 2010.

## Prix et récompenses
- « Prix Anti-booker » (1998)
- Prix de la revue Novy Mir
- Prix Bounine (2012)
- Prix Alexandre Soljenitsyne (2013) — obtenu « pour ses expériences de novateur, qui dépasse les frontières et les possibilités de la poésie lyrique, pour son développement de la diversité des traditions de la poésie russe et ses activités nombreuses pour la vie des belles-lettres »[9].